# Indios de Mayagüez FC
FC Mayagüez   es un club de fútbol de la Primera División, la Puerto Rico Soccer League. Se localiza en Mayagüez. El club debutó en la temporada 2010. Al momento el club juega en la Liga Nacional de Fútbol de Puerto Rico.

## Historia
Fundado en el año 2003, comenzó como un club dedicado al fútbol femenino, con el correr del tiempo y después de haber logrado el primer campeonato superior en ese mismo año de forma invicta en 2004 es cuando comienza el primer semestre, que nos damos a la tarea de formar  las categorías menores, con la creación de distintas categorías, se forjaría lo que al día de hoy es el club más grande del área oeste de la isla, con más de doscientos jugadores de ambos sexos, desde los cuatro años hasta los diescisiete años de edad.  Contamos con un plantel de treinta jugadoras de categoría superior, que viajan desde distintos puntos de la isla para formar parte de la Indias de Mayagüez.  El fútbol femenino, nos ha brindado grandes satisfacciones, nos hemos coronado cuatro veces Campeones de forma invicta en esta categoría Superior, hemos ganado de la misma forma el U17, U16,U15 y en este semestre la categoría  U12 se levanta como subcampeona de la Asociaciion del Oeste.  Somos formadores de jugadores alto nivel competitivo, 19 jugadoras en distintas categorías formaron parte de las Selecciones Nacionales y una de ellas fue elegida como la mejor jugadora de Puerto Rico, tanto por el Comité Olímpico así como también por el Departamento de Recreación y Deportes.  No menos importante fueron los logros conseguido con las categorías menores, U12 masculino Subcampeón Nacional y el U14 masculino, l ogra la misma posición en el 2006, siendo esta categoría la que viaja a USA, a jugar su primer torneo internacional en Disney World, en el mes septiembre.  La categoría más pequeña del club es la U6 la cual se impuso de manera invicta en el torneo de la Asociación. Su Director Técnico y fundador es el argentino  Marcelo Cavanna, que desde hace diez años vive en Puerto Rico.

### Puerto Rico Soccer League
Temporada2010

Se espera que debuten.
| Temporada                                  | Posición |
| ------------------------------------------ | -------- |
| 2008                                       | N/A      |
| 2009                                       | 5.º      |
| Temporada 2009 jugaron en la liga nacional |          |

## Directiva del Club
Presidente: Marcelo Cavanna
VicePresidente: Juan López
tesorero  : Brenda Lee Ramos
Secretaria: Brenda Lee Ramos

## Palmarés
Subcampeón Nacional U 18 2010.
Subcampeón Disney Cup u18 2010.

## Liga Nacional de Fútbol de Puerto Rico
Es el Club de Segunda división.

### Temporada 2009
El entrenador fue Marcelo Cavana. El club perdió su primer juego ante Academia Quintana. terminando la temporada en quinto lugar y fallando la postemporada.

## Plantilla
Plantilla actual completa 